# Manuel Argüello Mora
Manuel Argüello Mora (San José, 1834-1902) fue un escritor, periodista, político y abogado costarricense.

## Datos familiares
Fue hijo de un nicaragüense y Mercedes Mora Porras, hermana del presidente Juan Rafael Mora Porras. Por la temprana muerte de su padre, Juan Rafael Mora actuó como padre de crianza y protector de Argüello Mora.
Contrajo nupcias con Mariana de Vars del Castillo, sobrina del presidente

## Cargos públicos
Fue juez civil y de comercio, magistrado en la Corte Suprema de Justicia y secretario de Obras Públicas y ayudante del presidente.

## Actividad literaria
Está considerado el fundador de la novela costarricense y fue uno de los grandes impulsores de la literatura nacional. Publicó cuentos, novelas cortas, crónicas históricas, novelas históricas y novelas costumbristas y se le ha considerado un escritor romántico. Entre sus obras están Elisa Delmar y La trinchera (1899), La bella heredera, El amor de un leproso (1900) y Un drama en el presidio de San Lucas. Su literatura se enmarca dentro del realismo literario. 